# 법 규범
법 규범(法規範, legal norm)은 주권을 가진 기관이 사회 관계를 규제하기 위해 공포하고 시행하는 구속력 있는 규칙 또는 규범이다. 법 규범은 특정 시점에 해당 관할 내에서 법률 관계의 주체인 개인의 권리와 의무를 결정한다. 유능한 국가 당국은 해당 정부 하의 개인이 준수해야 하는 법률 모음을 통해 법 규범의 기본 사항을 발행하고 공표하며, 이는 국가의 강제에 의해 추가로 보장된다. 법 규범은 사람들의 행동을 규제하는 규범적 측면과, 불특정 다수의 사람과 사건에 구속력을 갖는 일반성이라는 두 가지 범주로 나뉜다. 외교 및 입법 면책특권은 소수 집단을 대상으로 하고 병사 및 공무원과 같이 특정 소수 집단에만 구속력을 갖도록 구성된 법 규범의 경우를 의미한다.
법적 의미에서 소급효란 기존 법률에 따라 취득한 개인의 기득권을 침해하거나 무효화하는 법률을 말하며, 이는 이미 확립된 고려 사항에 새로운 의무를 부과함으로써 이루어진다. 법 규범은 그 효력 발생 이전에 존재했던 법률 관계에 영향을 미치는 진정한 소급효와, 기존 법률 관계의 유효성이 폐지된 규범에 의해 영향을 받을 수 있음을 의미하는 유사 소급효로 분류될 수 있다.
법 규범은 법적 질서의 일부로 공표되는 순간부터 유효성을 가지며, 법률 주체를 구속하는 순간부터 효력이 발생한다. 라틴어 "vacatio legis"는 법 규범의 유효성과 효력 사이의 기간을 의미한다. 법 규범의 유효성은 법률 기관에 의해 채택되는 순간부터 제한되므로, 시간의 경과는 그 소멸을 야기할 수 있다. 법 규범은 유능한 국가 당국에 의한 명시적 폐지를 통해 종료될 수도 있고, 권위 있는 기관이 동일한 관계를 규제하는 새로운 규범적 행위를 채택하여 기존 규범을 효과적으로 대체하는 자동 폐지를 통해서도 종료될 수 있다.

## 계획 이론
스콧 샤피로의 법의 계획 이론은 법률 기관의 본질과 법 규범의 본질이라는 두 가지 개념을 기반으로 한다. 계획 이론의 주장은 법 규범이 법률 기관이 사회 통제 및 통치를 행사하기 위해 구현하는 공유된 계획으로 기능한다는 점을 주장하며, 해당 규범과 기관의 도덕적 장점과는 무관하다는 것이다.
법률 기관은 두 가지 주요 방식으로 통치할 수 있다. 첫째, 사회 계획을 만들고 적용하며 집행하는 계획 기관으로 분류될 수 있으며, 이는 많은 법 규범이 단순히 계획임을 시사한다. 그러나 계획 기관은 계획 과정에서 생성되지 않았지만 여전히 조직이 통치할 수 있도록 허용하는 법 규범을 적용하고 집행할 수도 있다. 이에 대한 예시로는 장기간에 걸쳐 문화적 가치에 의해 형성되고 영향을 받은 관습 규범이 있다. 샤피로는 이러한 법 규범을 "인간의 행동에 의해 유지"되고 "숙고 비용을 절감하며, 인지적 무능력을 보완하고, 참여자 간의 행동을 조직화"하는 "계획과 같은 규범"이라고 언급한다. 이러한 법리학적 개념은 현대 법률 시스템의 맥락에서 위치하고 이후에 볼 수 있다. 법률 시스템의 기반이 되는 근본적인 규칙들로 구성된 공유된 마스터 플랜은 다양한 공무원에게 권리, 권한 및 책임을 위임할 수 있도록 한다. 그 위에는 마스터 플랜의 하위 계획들이 설정되며, 이는 계획의 형태이거나 행정부에 의해 관리되는 계획과 같은 규범으로, 예를 들어 살인을 금지하는 형법의 특정 규범이나 세금 징수 절차를 명시하는 법률 등이 있다. 따라서 특정 시점의 관할 구역에 있는 전체 법률 세트는 도덕적 장점에 대한 어떠한 사실과도 무관하게 공무원이 집행하는 계획 및 계획과 같은 규범의 총체로 구성된다.

## 규범적 법 이론
사실 기반의 실증적 법 이론이 법 적용의 원인과 결과를 설명하는 반면, 규범적 법 이론은 법적 행위, 입법 채택 및 판례법의 기반이 되는 가치와 이유를 탐색함으로써 법이 어떠해야 하는지를 알려준다. 법 이론가들은 "규범적"이라는 단어를 법 규범, 사회 규범 및 교훈적 규범을 포괄하는 일반적인 의미로 사용한다. 규범적 법 이론은 매우 평가적이며 도덕적, 정치적 이론과 밀접하게 얽혀 있다. 실증적 법 이론과 규범적 법 이론의 차이를 강조하는 예시는 불법행위법에 대한 접근 방식을 비교함으로써 제시된다. 실증적 이론이 기존 불법행위 원칙을 생산한 인과적 힘을 설명하려고 하는 반면, 규범적 이론은 어떤 불법행위 책임 규칙이 가장 정당한지를 결정한다.
규범적 법 이론은 법적 추론에 적용될 가장 적절한 규칙을 결론 내리기 위해 판단을 사용하며 도덕적 또는 정치적 이론의 영향을 받는다. 의무론, 공리주의 및 덕 윤리학의 일반 규범 이론은 규범적 법 이론에 상당한 영향을 미치는 세 가지 일반 규범 이론이다:

### 의무론
공리주의에 대한 개념적 대립자인 의무론적 도덕 이론은 권리 및 허용이라는 상호 관련 개념과 함께 의무의 개념을 탐구한다. 개인은 도덕적 규칙에 의해 자신의 행동이 요구되는지, 금지되는지 또는 허용되는지를 고려하여 자신의 행동의 "옳음"을 결정할 수 있다. 이 개념을 규범적 법 이론 내에서 형법에 적용하면, 행동이 도덕적 의무를 위반하지 않는 한 범죄가 될 수 없다는 점과 처벌의 응보적 이론에서 반영된다.

### 공리주의
공리주의는 결과주의의 한 형태로, 행동의 도덕적 가치를 결정하는 결과를 예측하여 의사결정을 내린다. 이는 개별 도덕적 규칙이 아닌 법적 규칙 시스템이 의사결정의 관련 범위를 제공한다고 가정한다.

### 덕 윤리학
이 이론을 법적 맥락에 적용하면, 덕 있는 도덕적 행위자인 개인이 인간 탁월성의 본질을 보여주는 행위를 수행할 때 그 행동은 옳다고 간주된다. 덕 있는 법 규범을 적용함에 있어서, 덕 중심의 재판 이론은 사법적 절제, 용기, 기질, 지능, 지혜 및 정의의 특징을 보여준다. 이러한 탁월성은 덕 법리학에서 형평성에 대한 관심으로 해석될 수 있다.

## 법 철학자
법 이론가 켈젠과 하트는 모두 법 규범성이 단순히 사실성 또는 도덕적 규범성으로 환원될 수 없다고 믿지만, 개념 자체에 대한 해석 방식은 다르다. 법 규범성에 대한 그들의 각각의 기여를 비교하여 제시한다.

### 켈젠의 "규범 일반 이론"
켈젠은 법규의 규범적 지위에 기여하는 요소를 탐구한다. 그는 모든 규범적 법 체계가 유사한 구조를 가지고 있지만, 각 특정 체계는 특이성을 보여주어 법을 도덕과 개념적으로 구별되게 만든다고 믿는다(Moore, 1978). 켈젠은 개인이 권위 있는 공무원의 행동을 규범적인 방식으로 해석하기로 선택할 때 기본 규범이 전제된다는 주장을 제시한다.
한스 켈젠은 그의 저서 순수 법학에서 법 규범성과 체계적인 구조에 대한 포괄적인 분석을 담아 법에 대한 전체적인 정의를 제공하고자 한다. 순수 법학은 사실적인 "존재"와 "당위" 사이의 명확한 구분을 그리는 법실증주의를 옹호한다. 켈젠은 법을 특정 강제 방식을 통해 다른 사회 현상과 구별되는 독특한 유형의 사회 현상이자 규범 체계와 동일시한다. 그러나 그는 또한 법을 사실적 의미와 규범적 의미에서 구별하는 것이 중요하다고 주장하며, 법의 규범적 성격에 대한 그의 확신을 방법론적 이원론과 연관시킨다.
사실적 의미에서 켈젠은 "법은 인간 행동의 질서"라고 제안한다. 질서, 관습, 예절 사이의 유사점을 그림으로써 켈젠은 법의 고도로 사실적인 특성이 법을 경험적 현상으로 만든다고 제안한다. 따라서 법은 그것의 주체들을 행동 규칙 시스템으로 강제하는 사회적 기술이자, 동일한 이유에서 파생되고 유효성을 부여받는 규범들의 확장적인 시스템으로 정의된다. 따라서 개인은 규범이 질서를 구성하는 기본 규범으로부터 유효성을 파생한다는 것을 확인함으로써 규범이 규범 시스템에 속하는지 여부를 결정할 수 있다.
규범적 의미에서 법은 "어떤 경우가 발생한다면 행해져야 하는 것"으로 정의된다. 켈젠은 "그것은 규칙이다"라는 규범적 진술이 정기적인 행동과 대중의 반성적이고 비판적인 태도가 결합된 맥락에서만 의미를 가질 수 있다고 제안한다. 이 관점을 채택함으로써 켈젠은 인간의 가치와 도덕과 관련된 규범적 발화의 의미를 조건 짓는 특정한 "내부적" 차원을 무시한다.

### 하트의 "고유함(Sui Generis)"
하트는 법 규범이 고전적인 "자연법 모델"에 의해 형성된다는 개념을 거부하고 법 규범이 의미를 가질 수 있는 맥락을 강조한다. 하트의 관점은 제한적인 도덕적 기준 대신 법에 대한 보다 완화된 이해가 구현된다면 현대 사회가 더 잘 기능할 수 있는 방법을 탐색한다.
하트는 방법론적 이원론을 보이는 켈젠의 접근 방식과 달리 사회적 사실을 참조하여 법 규범성을 설명한다. 켈젠의 법이 도덕과 근본적으로 독립적이라는 믿음이 법 이론이 본질적으로 가치 중립적이라고 옹호하게 만든 것과는 달리, 하트는 그러한 극단적인 견해를 옹호하지 않고 대신 온건한 실증주의를 지지한다. 그는 도덕적 원칙이나 실체적 가치에 대한 순응이 법규의 유효성을 결정하는 기준에 포함될 수 있음을 인정한다. 법의 규범적 힘을 설명함에 있어 하트는 규범적 명제가 존재하는 맥락에 초점을 맞추는데, 이 맥락은 이러한 진술의 의미를 조건화하는 데 상당한 힘을 가지고 있다.

## 법 규범의 존재론적 모델

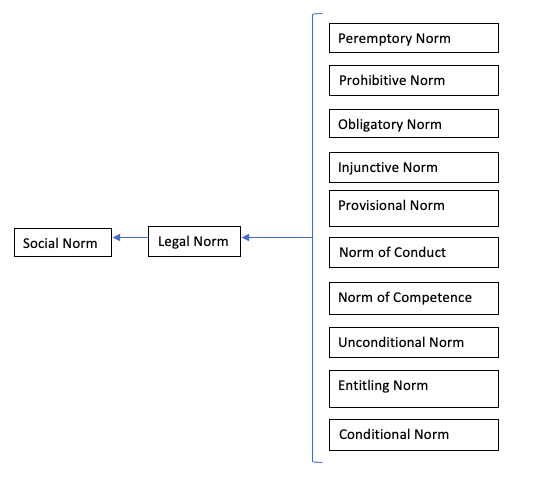
법 규범의 존재론적 모델

법 규범은 법률 시스템의 기반을 형성한다. 그 구조는 법 규범에 의해 규정된 행위 규칙이 법률의 생성 및 사용에 어떻게 영향을 미치는지 보여주는 존재론적 모델을 사용하여 제시될 수 있다.
법 규범의 존재론적 모델은 법률 실무자가 법 규범을 적용하여 법정에서 책임 있는 결정을 내릴 수 있도록 효율적인 연구를 용이하게 하므로 중요한 도구이다. 법률은 정부에 의해 제정되고 의회에 의해 공식화되어 법 규범과 그 관계를 형성하는 법을 의미한다. 법 규범의 존재론적 모델은 법률 실무자에게 행정부에 의해 법률이 생성되고 관리되는 과정에 대한 명시적이고 시각적인 표현을 제공할 수 있다. 규범 자체는 법률 정보 및 의미론적 브라우징의 검색 과정을 용이하게 하기 위해 논리, 규칙 또는 온톨로지로 모델링될 수 있다.
전통적으로 법률 검색 및 브라우징 시스템은 텍스트 검색을 기반으로 했으며, 법률 실무자는 관심 있는 법률 섹션을 얻기 위해 특정 단어를 입력해야 했다. 이는 법률 규칙이 파편화될 수 있어 법률 시스템의 속성(법 규범이 하나의 사회 관계에서 규제하는)이 다른 법률에 포함될 수 있었으므로 매우 비효율적이었다. 따라서 법률 규칙의 파편화는 법률 사용의 비효율성을 가중시켰고, 법률 연구에 있어 변호사들에게 높은 장벽을 만들었으며, 특히 법적 배경이 없이 법률 정보를 검색하고자 하는 개인에게는 더욱 그러했다. 존재론적 모델은 포함된 법 규범의 의미를 기반으로 법률을 분류하여 연구의 명확성과 효율성을 모두 향상시킴으로써 효과적인 해결책을 제시했다.

## 같이 보기
- 사회 규범

## 추가 문헌
- Austin, John (1831). The Province of Jurisprudence Determined.
- Cotterrell, R. (1995). Law's Community: Legal Theory in Sociological Perspective. Oxford: Oxford University Press.
- Cotterrell, R. (2003). The Politics of Jurisprudence: A Critical Introduction to Legal Philosophy, 2nd ed. Oxford: Oxford University Press.
- Cotterrell, R. (2018). Sociological Jurisprudence: Juristic Thought and Social Inquiry. New York/London: Routledge.
- Freeman, M.D.A. (2014). Lloyd's Introduction to Jurisprudence. 9th ed. London: Sweet and Maxwell.
- Hart, H. L. A. (1994) [1961]. The Concept of Law (2nd (with postscript) ed.). Oxford: Clarendon Press. ISBN 978-0-19-876122-8.
- Hartzler, H. Richard (1976). Justice, Legal Systems, and Social Structure. Port Washington, NY: Kennikat Press.
- Engle, Eric (2010). Lex Naturalis, Ius Naturalis: Law as Positive Reasoning & Natural Rationality. Elias Clark Group. ISBN 978-0-9807318-4-2.
- Hutchinson, Allan C., ed. (1989). Critical Legal Studies. Totowa, NJ: Rowman & Littlefield.
- Kempin Jr., Frederick G. (1963). Legal History: Law and Social Change. Englewood Cliffs, NJ: Prentice-Hall.
- Llewellyn, Karl N. (1986). Karl N. Llewellyn on Legal Realism. Birmingham, AL: Legal Classics Library. (Contains penetrating classic "The Bramble Bush" on nature of law).
- Murphy, Cornelius F. (1977). Introduction to Law, Legal Process, and Procedure. St. Paul, MN: West Publishing.
- Rawls, John (1999). A Theory of Justice, revised ed. Cambridge: Harvard University Press. (Philosophical treatment of justice).
- Wacks, Raymond (2009). Understanding Jurisprudence: An Introduction to Legal Theory Oxford University Press.
- Washington, Ellis (2002). The Inseparability of Law and Morality: Essays on Law, Race, Politics and Religion University Press of America.
- Washington, Ellis (2013). The Progressive Revolution, 2007–08 Writings-Vol. 1; 2009 Writings-Vol. 2, Liberal Fascism through the Ages University Press of America.
- Zinn, Howard (1990). Declarations of Independence: Cross-Examining American Ideology. New York: HarperCollins Publishers.
- Zippelius, Reinhold (2011). Rechtsphilosophie, 6th ed. Munich: C.H. Beck. ISBN 978-3-406-61191-9
- Zippelius, Reinhold (2012). Das Wesen des Rechts (The Concept of Law), an introduction to Legal Theory, 6th ed., Stuttgart: W. Kohlhammer. ISBN 978-3-17-022355-4
- Zippelius, Reinhold (2008). Introduction to German Legal Methods (Juristische Methodenlehre), translated from the tenth German Edition by Kirk W. Junker, P. Matthew Roy. Durham: Carolina Academic Press.
- Heinze, Eric, The Concept of Injustice (Routledge, 2013)
- Pillai, P.S.A (2016). Jurisprudence and Legal Theory, 3rd Edition, Reprinted 2016: Eastern Book Company. ISBN 978-93-5145-326-0
- Alexy, Robert (1985), Theorie der Grundrechte, Suhrkamp, Frankfurt a. M.. Translation: A Theory of Constitutional Rights, Oxford University Press, Oxford: 2002.
- Bicchieri, Cristina (2006), The Grammar of Society: the Nature and Dynamics of Social Norms, Cambridge University Press, Cambridge.
- Dancy, Jonathan (ed) (2000), Normativity, Blackwell, Oxford.
- Garzón Valdés, Ernesto et al. (eds) (1997), Normative Systems in Legal and Moral Theory: Festschrift for Carlos E. Alchourrón and Eugenio Bulygin, Duncker & Humblot, Berlin.
- Korsgaard, Christine (2000), The Sources of Normativity, Cambridge University, Cambridge.
- Raz, Joseph (1975, 1990), Practical Reason and Norms, Oxford University Press, Oxford; 2nd edn 1990.
- Rosen, Bernard (1999), The Centrality of Normative Ethical Theory, Peter Lang, New York.
- Ruiter, Dick (1993), Institutional Legal Facts: Legal Powers and their Effects, Kluwer, Dordrecht.
- Turri, John (2016), Knowledge and the Norm of Assertion: An Essay in Philosophical Science, Open Book Publishers, Cambridge.
- von Wright, G. H. (1963), Norm and Action: a Logical Enquiry, Routledge & Kegan Paul, London.